# Paul Mattekatt
Paul Mattekatt (* 1. Juni 1961 in Thuravoor) ist ein indischer Geistlicher und römisch-katholischer Bischof von Diphu.

## Leben
Paul Mattekatt empfing am 31. Dezember 1988 die Priesterweihe. 
Papst Franziskus ernannte ihn am 26. Juli 2013 zum Bischof von Diphu. Der Apostolische Nuntius in Indien, Erzbischof Salvatore Pennacchio, spendete ihm am 6. Oktober desselben Jahres die Bischofsweihe. Mitkonsekratoren waren der Erzbischof von Guwahati, John Moolachira, und der Erzbischof von Shillong, Dominic Jala SDB.